# Lang Lang
Lang Lang (

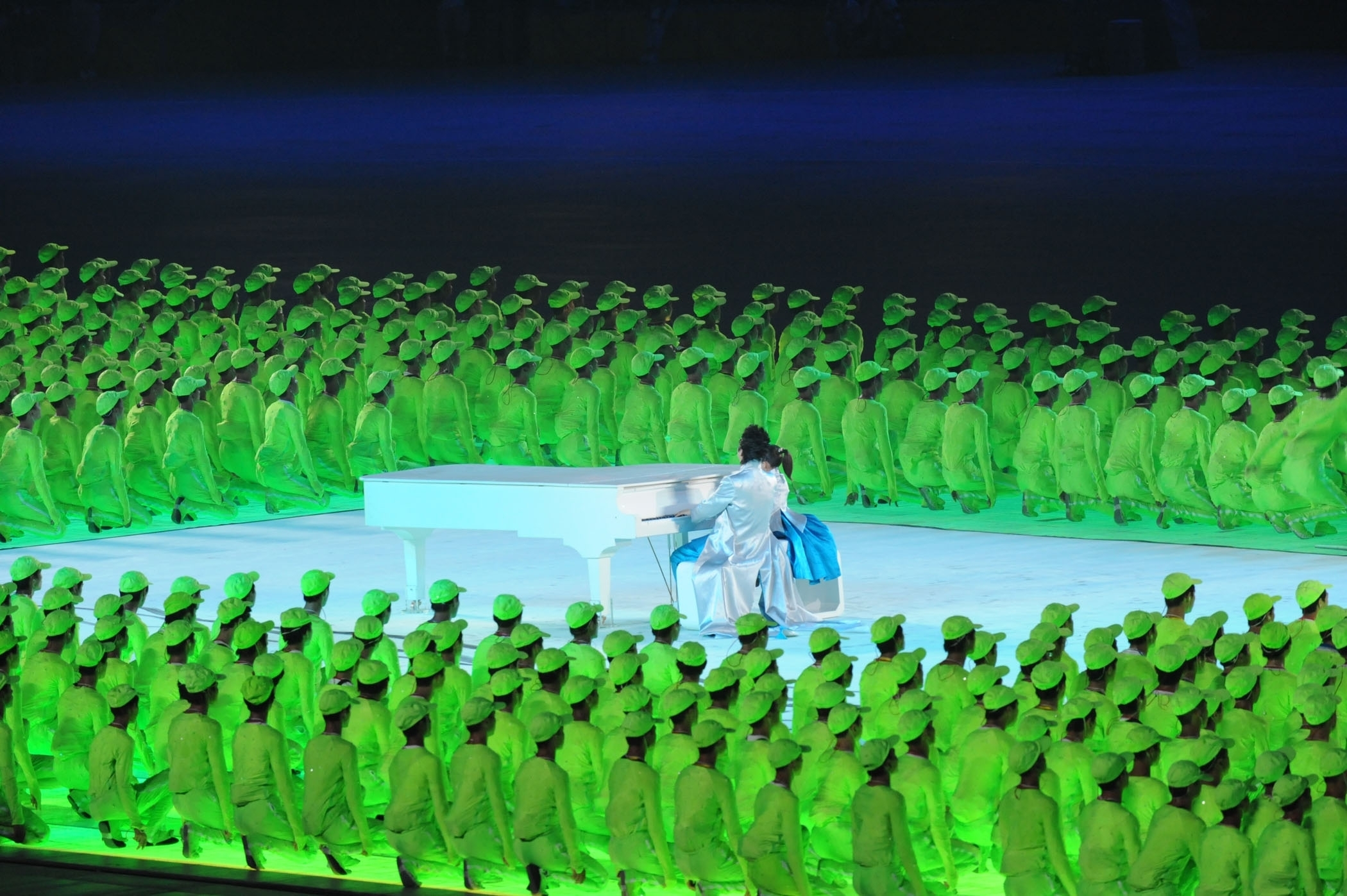
Lang Lang la Jocurile Olimpice 2008 din Beijing.

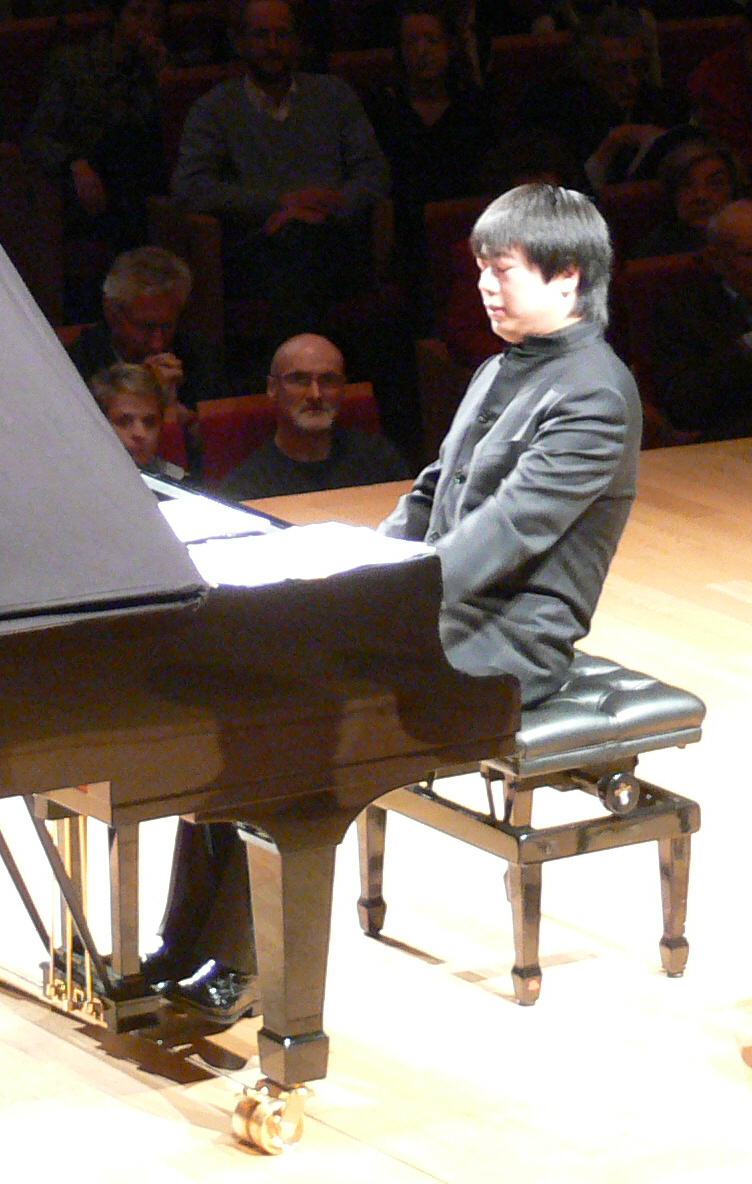
Lang Lang

chineză: 郎朗; pinyin: Láng Lǎng) (n. 14 iunie 1982, Shenyang, Liaoning) este un pianist din China.

## Primii ani
Lang Lang este manchiurian. A început să ia lecții de pian la vârsta de trei ani, iar la vârsta de cinci ani a câștigat Concursul de pian din Shenyang.
La vârsta de 9 ani, când se apropia să dea examenul de intrare la Conservatorul Central din Beijing, profesorul care îl pregătea a refuzat să-i mai predea pianul pe motiv de lipsă de talent.
Ulterior a reușit să intre la Conservatorul Central din Beijing, unde a studiat cu profesorul Zhao Ping-Guo.
În 1993, a câștigat Concursul de pian „Cupa Xing Hai” la Beijing, iar anul următor a luat premiul 1 la al 4-lea Concurs al pianiștilo tineri în Germania.
În 1995, câștigă „Concursul Ceaikovski” pentru pianiști tineri în Japonia, cu piesa „Concert de pian nr. 2 de Chopin”. acompaniat de Orchestra Filarmonică din Moscova.
La vârsta de 15 ani, începe să studieze cu Gary Graffman și Dick Doran la "Curtis Institute" din Philadelphia.
Lang Lang a devenit cunoscut în Occident în 1999, când l-a înlocuit pe André Watts (care se îmbolnăvise brusc) la un concert de la Festivalul Ravinia, unde a cântat Concertul de pian nr. 1 de Ceaikovski acompaniat de Orchestra Simfonică din Chicago.
Lang Lang este „iubit de unii și detestat de alții.”
Pe data de 26 noiembrie 2006 a emigrat în Hong Kong.
În august 2008, Lang Lang a cântat împreună cu Li Muzi (7) o melodie din „Cantata Fluviului Galben” la ceremonia de deschidere a Jocurilor Olimpice de vară din 2008 de la Beijing.
Lang Lang este inițiator al „Lang Lang International Music Foundation”, care este menită să îi familiarizeze pe tineri cu muzica clasică și care dă burse tinerilor pianiști talentați.

## Premii (selecție)
- Premiul Leonard Bernstein la festivalul Schleswig-Holstein (2002)
- Ambasador internațional pentru bunăvoință ("Goodwill Ambassador") din partea UNICEF[21]

## Prezența lui Lang Lang în România
Pianistul Lang Lang a vizitat România pentru prima dată în 2017, ca parte a Festivalului Internațional George Enescu. Concertul său a avut loc la Ateneul Român din București pe 4 septembrie 2017.